# Itys
Itys (altgriechisch Ἴτυς Ítys) ist eine Figur der griechischen Mythologie. Seine Eltern waren Prokne und Tereus.

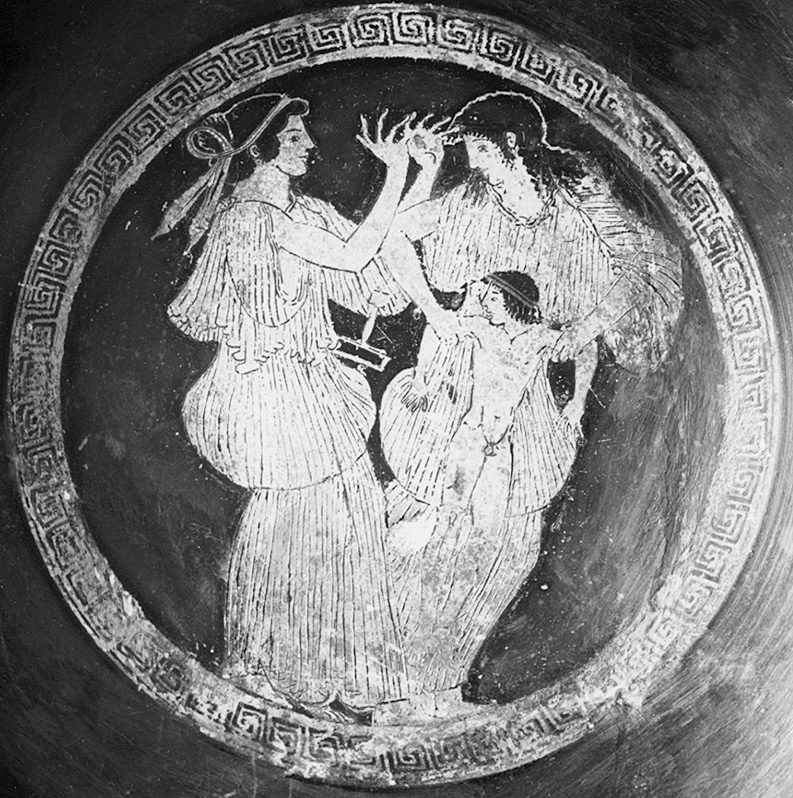
Attischer Weinbecher, um 490 v. Chr., mit der Darstellung von Philomela und Procne bei den Vorbereitungen zur Tötung von Itys (Louvre, Paris)

## Mythos
Sein Vater Tereus verschleppte einst Philomela, die Schwester seiner Gemahlin Prokne – Itys’ Tante – und vergewaltigte sie. Damit sie ihn nicht verraten konnte, schnitt er ihr die Zunge heraus und hielt sie im Wald gefangen. Philomela konnte Prokne trotzdem informieren: Sie sandte ihr ein Kleid, in welches sie die Bilder ihrer Leidensgeschichte eingewoben hatte.
Die Gefangene wurde befreit, und die Schwestern rächten sich grausam. Sie zerstückelten Itys, kochten dessen Glieder und setzten sie Tereus zum Mahle vor; der König erkannte erst, was er gegessen hatte, als ihm Philomela das Haupt seines Sohnes zuwarf. Mit gezücktem Schwert verfolgte er die Schwestern. Um dem Töten Einhalt zu gebieten, verwandelte Zeus sie alle zu Vögeln: Philomela in eine Schwalbe, Prokne in eine Nachtigall, und Tereus in einen Wiedehopf.
In späteren Überlieferungen wurde die Zuordnung der Vögel verändert: Tereus soll zum Habicht geworden sein und Philomela zur Nachtigall, die mit dem Ruf „ityn, ityn“ das Opfer beklagt. Letztere Variante entstammt aber vermutlich der Geschichte von Aëdon, die ihren Sohn Itylos tötete.